# Drie regentessen en de binnenmoeder van het Leprozenhuis te Amsterdam
Drie regentessen en de binnenmoeder van het Leprozenhuis te Amsterdam is een olieverfschilderij van Werner van den Valckert. Het groepsportret is een regentenstuk, het toont de drie regentessen en binnenmoeder van het Amsterdams Leprozenhuis in 1624. Het werk bevindt zich in de collectie van het Rijksmuseum Amsterdam.

## Achtergrond
Het Sint Anthonisgasthuis was een proveniershuis buiten de toenmalige stadsmuren van Amsterdam. Vanaf ca. 1490 werden er lepralijders opgevangen en werd het ook Leprozenhuis genoemd. Het Leprozenhuis werd bestuurd door vier regenten en drie regentessen, die werden aangesteld door de burgemeesters. De heren voerden de algemene directie, de dames waren verantwoordelijk voor het huishoudelijk beheer, waaronder het toezicht op bedienden en de inkopen. Er was geregeld onenigheid tussen beide groepen, wanneer de regenten zeggenschap wilden over huishoudelijke zaken.

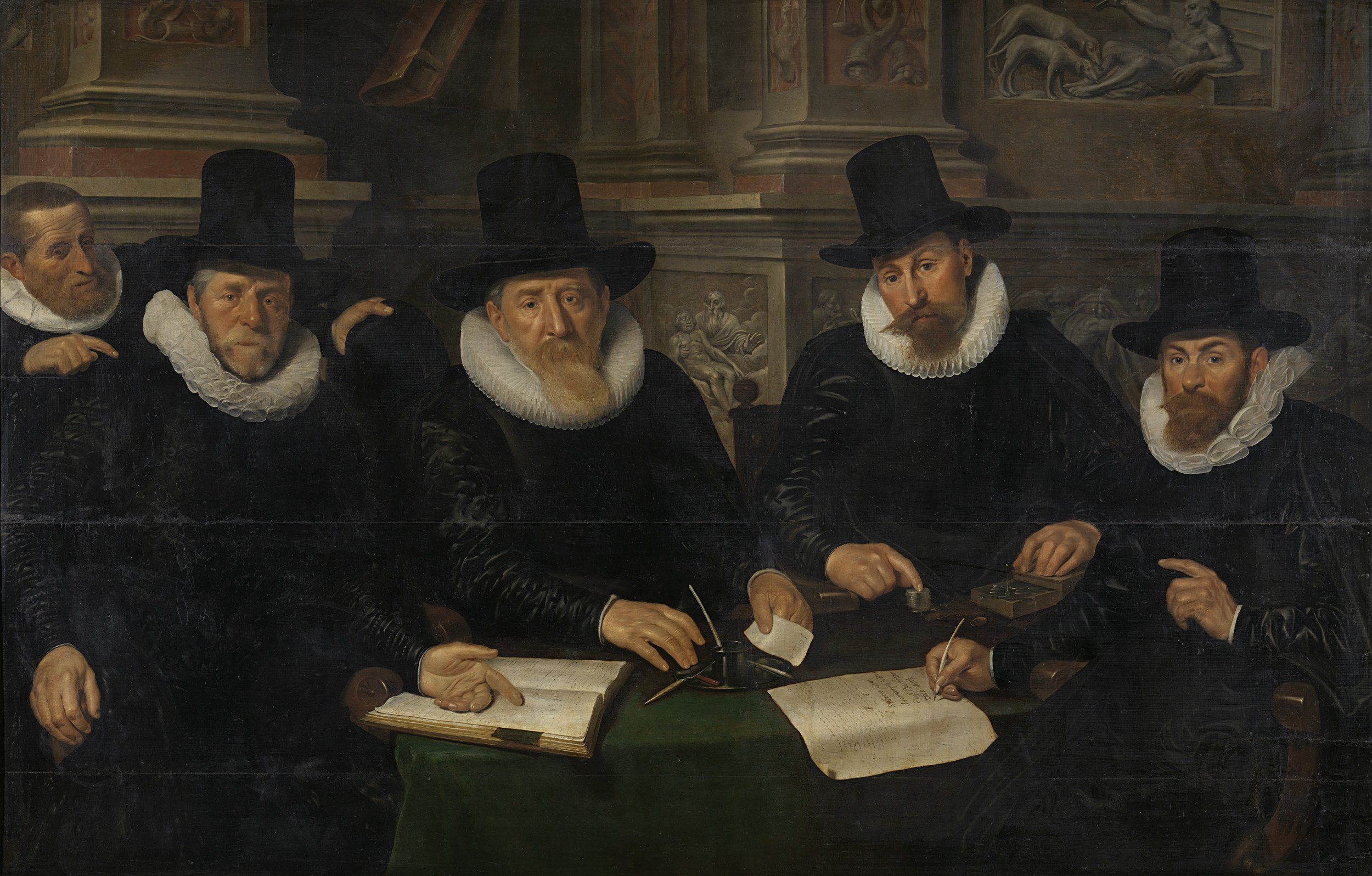
De pendant met de regenten en de binnenvader

Werner van den Valckert schilderde in 1624 twee schilderijen voor het Leprozenhuis, een van de regenten (onder wie Syvert P. Sem) en een van de regentessen. De schilderijen passen in een lange traditie van het schilderen van de beeltenissen van bestuurders. Het Leprozenhuis liet in de loop der jaren meerdere regentenstukken schilderen, door onder anderen Ferdinand Bol, Arnold Boonen, Jan Adam Kruseman en Jacob Ochtervelt . Ruim veertig jaar later maakte Bol het schilderij 'Drie regentessen van het Leprozenhuis te Amsterdam' (ca. 1668), waarbij hij voor dezelfde opzet koos. 
Rijksmuseum
Toen eind 17e eeuw het aantal lepralijders terugliep, werden ook mensen met andere aandoeningen opgenomen. In 1759 werden weer proveniers toegelaten tot het gasthuis. Na de invoering van de Armenwet van 1854 wilde de gemeente niet de verantwoording voor de verzorging van de proveniers dragen en in 1860 werd het huis opgeheven. Omdat twee bewoners dwarslagen, duurde het tot 1866 voor de boedel kon worden geliquideerd. De gebouwen werden vervolgens gesloopt. Diverse onderdelen van de inventaris, waaronder dit schilderij, werden door de gemeente Amsterdam in 1885 in bruikleen gegeven aan het Rijksmuseum, dat dat jaar werd geopend. Het schilderij werd in 1949 opgenomen in het boekje 120 Schilderijen uit het Rijksmuseum.

## Beschrijving
Van de Valckert beeldde de regentessen zittend aan tafel af, met daarop schrijfgerei en geld als symbool van hun functie. De vrouwen zijn gekleed in jurken met kanten mouwomslag en dragen een kapje en plooikraag. Op een ring om de wijsvinger na, dragen ze geen zichtbare sieraden. Op de tafel liggen een boek, geldzakken en muntstukken. Op een van de zakken is het signatuur van de schilder te zien. De datering is weergegeven op de meest rechtse geldzak. De dame rechts houdt een lei vast. Van den Valckerts schilderij heeft een architectonische achtergrond, waarin de gelijkenis van de rijke man en Lazarus is uitgebeeld. Op de achtergrond zijn ook diverse zuilen geplaatst en is een doorkijk naar de stad te zien. Aan tafel zitten de regentessen Trijntie ten Bergh, Anna Willekens en Trijntie Weelinx, doch de volgorde is niet bekend. Naast hen staat de binnenmoeder in eenvoudigere kledij.